# دار الشريف (تونس)

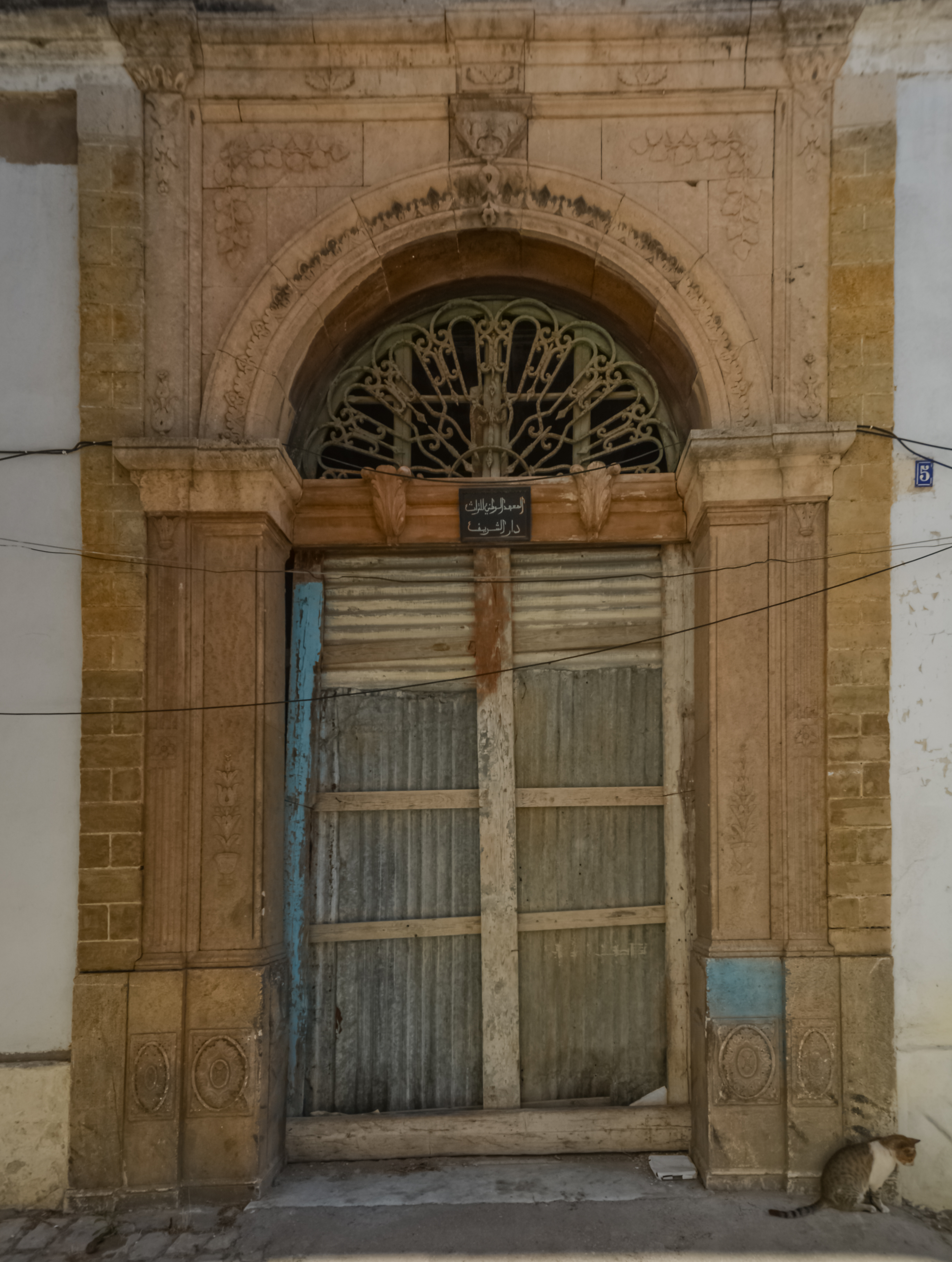
باب مدخل دار الشريف.

دار الشريف  هو مسكن يقع في مدينة تونس العتيقة، تحديدا في نهج سيدي معاوية، قرب نهج المنستيري ونهج عاشور.

## التاريخ
شيد هذا المنزل في منتصف القرن التاسع عشر. واجهتها ذات طابع إيطالي. 

في 31 أغسطس 1999، تم تصنيف دار الشريف كمعلم أثري وتاريخي من قبل المعهد الوطني للتراث.

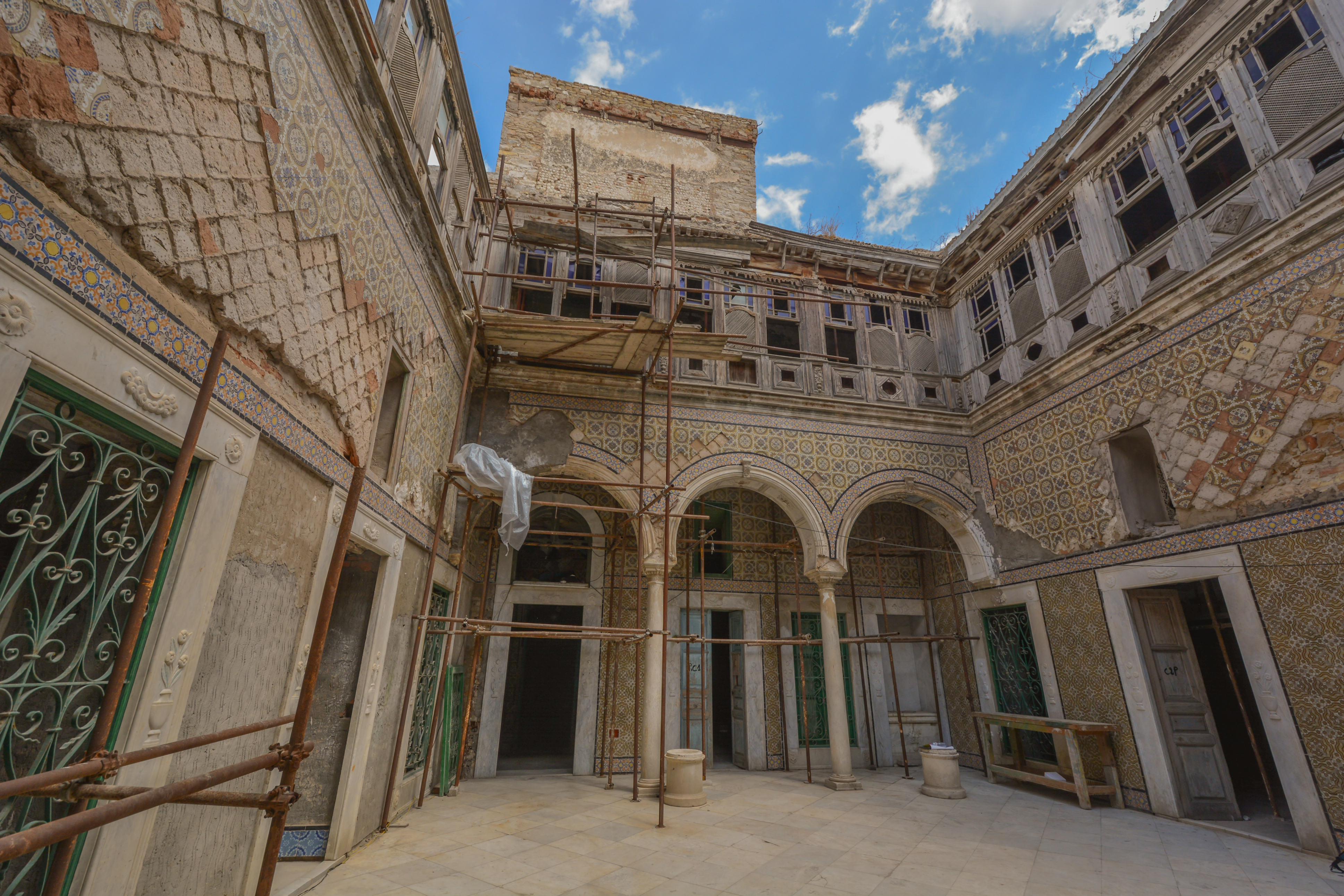
منظر للفناء.
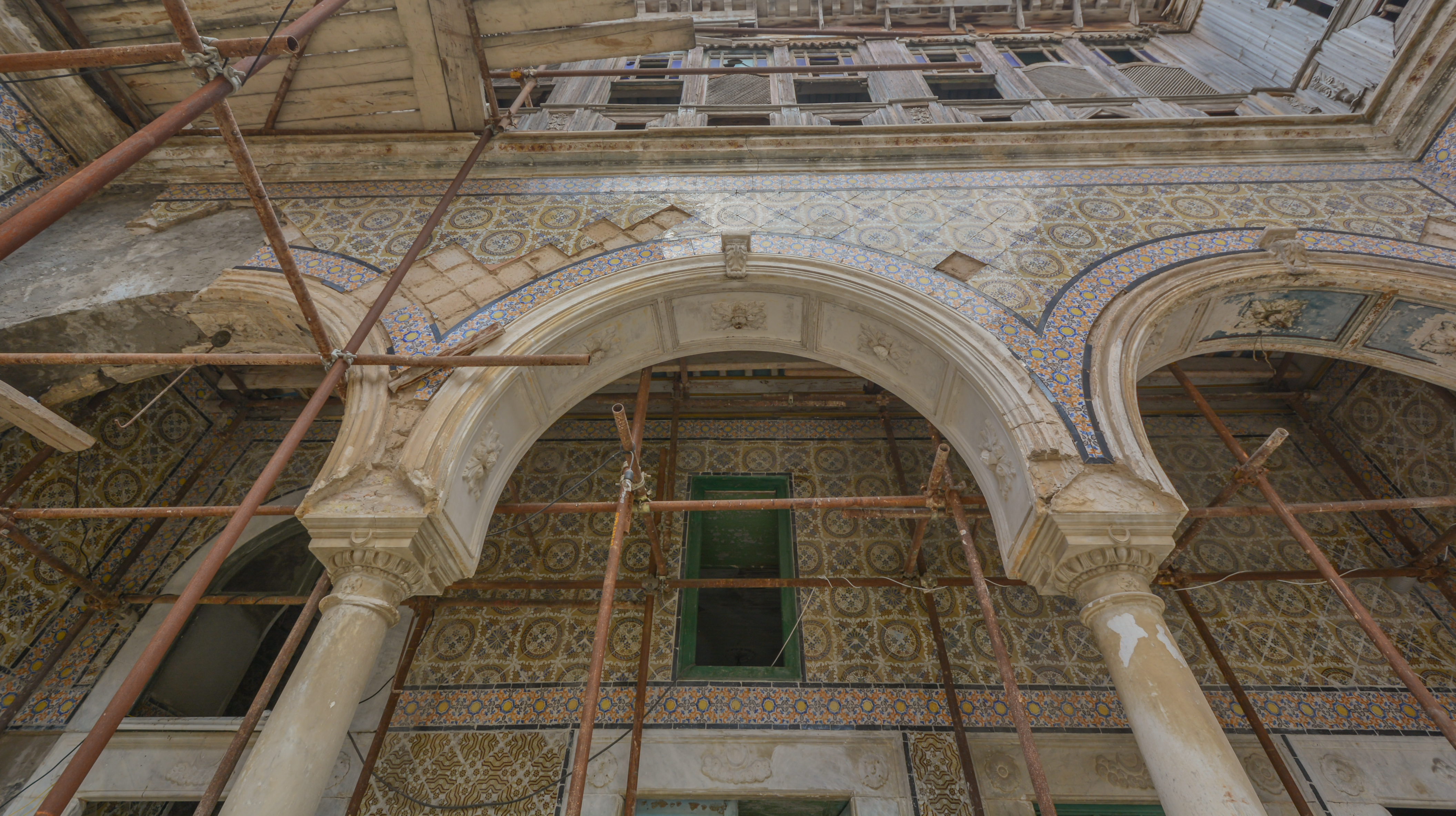
أقواس وأروقة الفناء.
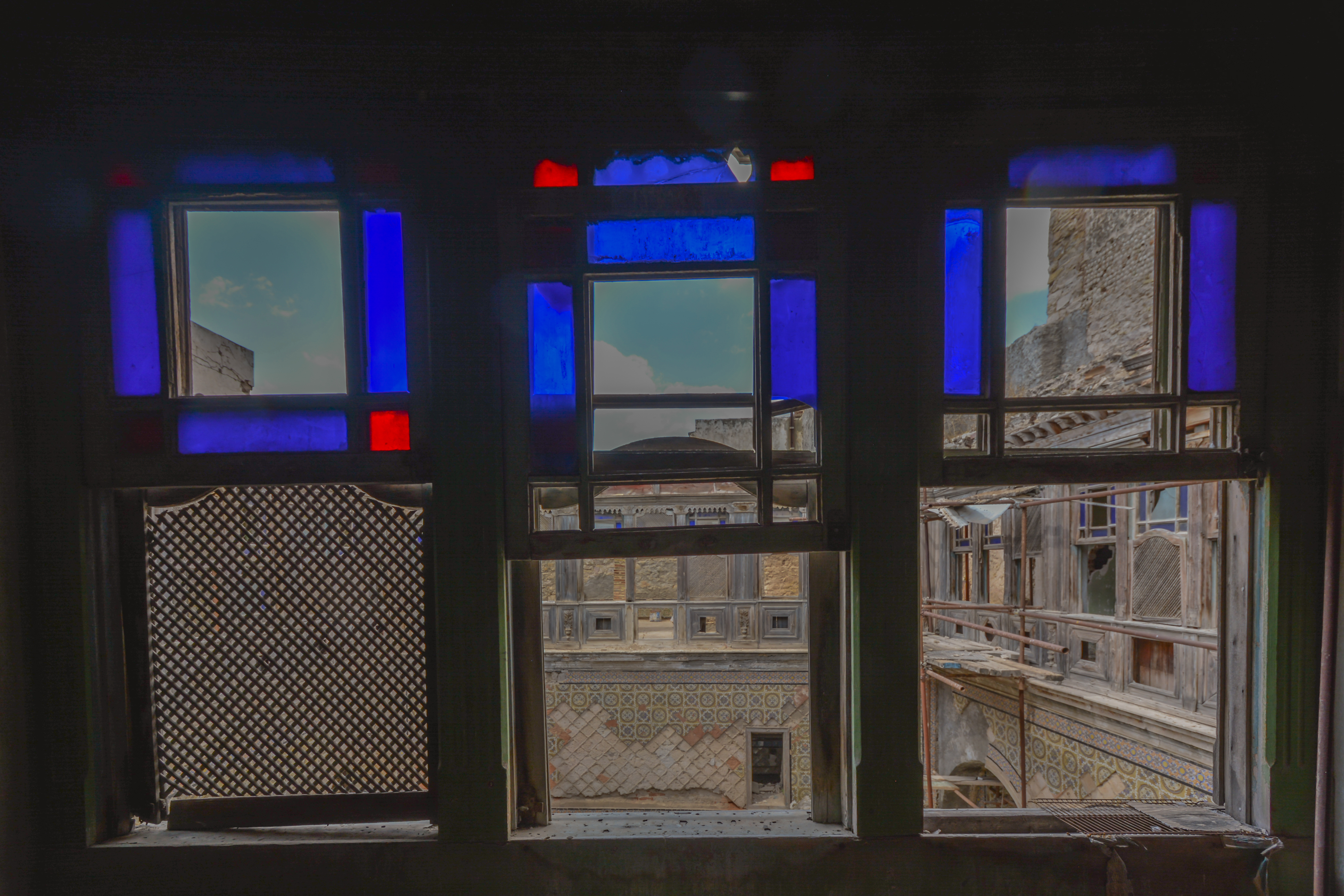
نوافذ مطلة على الفناء.
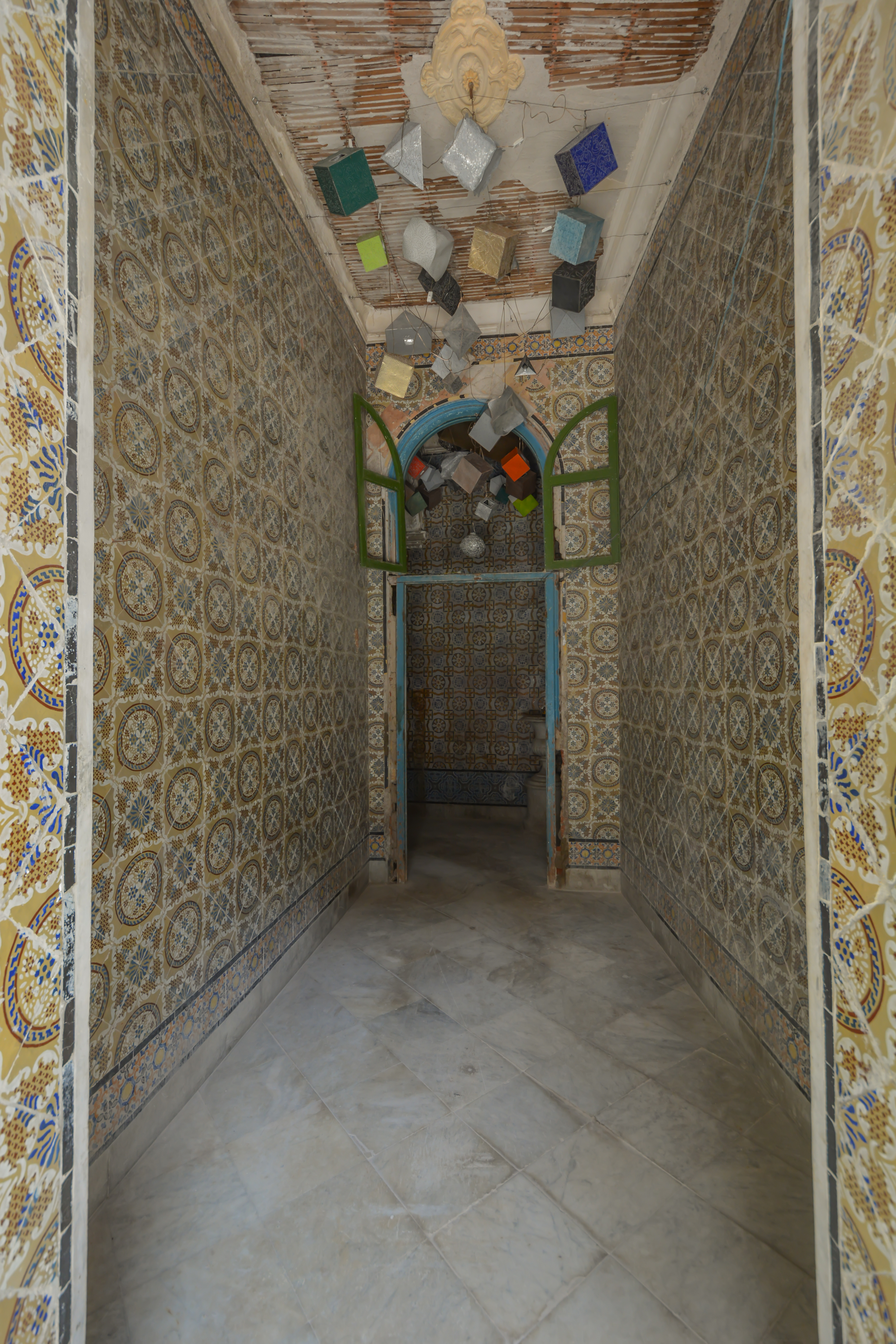
منظر لرواق داخلي.
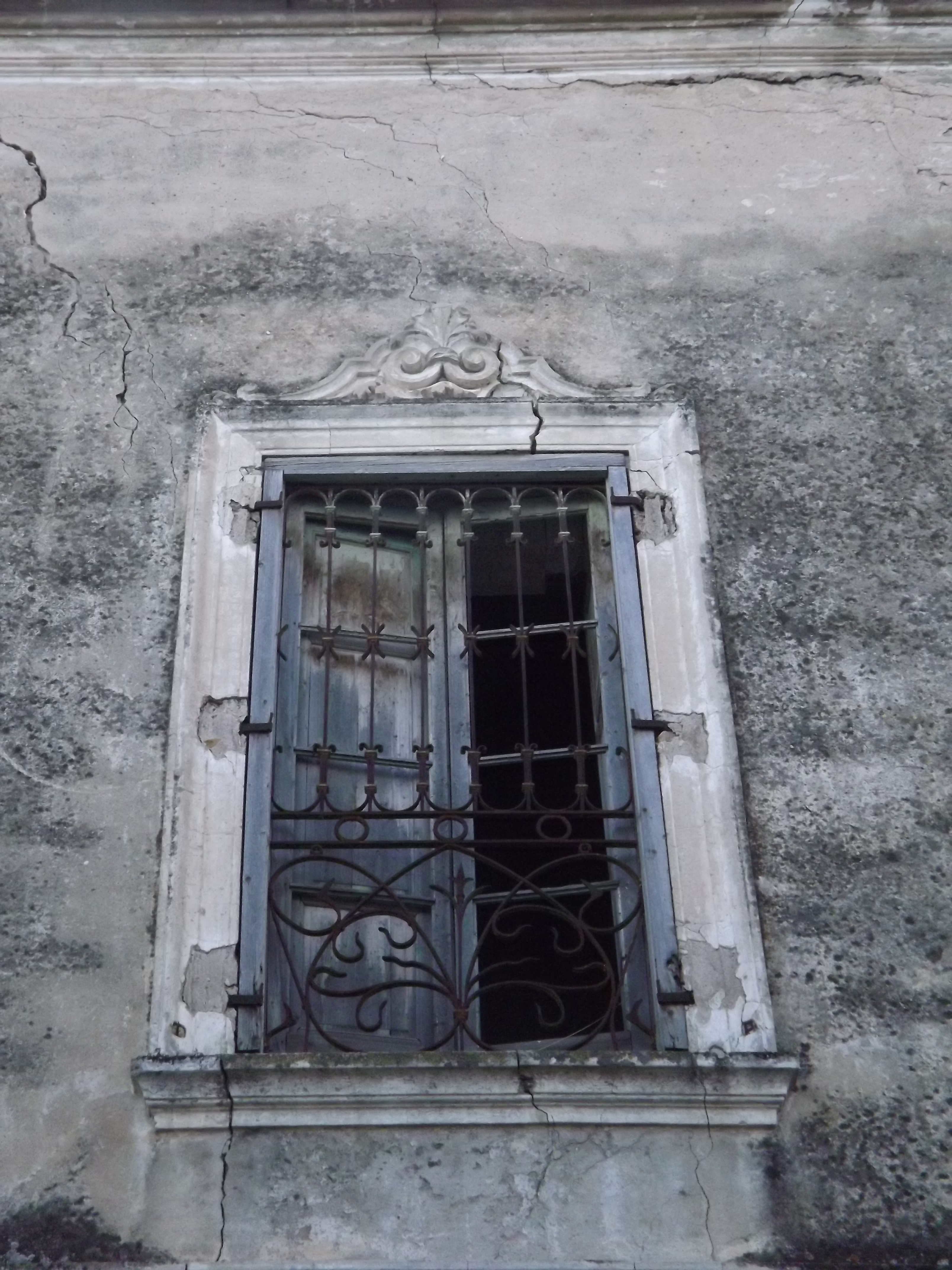
نافذة ذات طابع إيطالي.

## مقالات ذات صلة
- قصور مدينة تونس